# Goephanes rufoflavus
Goephanes rufoflavus là một loài bọ cánh cứng trong họ Cerambycidae.